# مارکیسن (ویسکانسین)
مارکیسن، ویسکانسین  (به انگلیسی: Markesan) شهری در شهرستان گرین لیک ایالت ویسکانسین است که در سال ۱۹۵۹ بنیان‌گذاری شده‌است. این شهر طبق سرشماری سال ۲۰۱۰ میلادی ۱٬۴۷۶ نفر جمعیت داشته‌است.

## نگارخانه

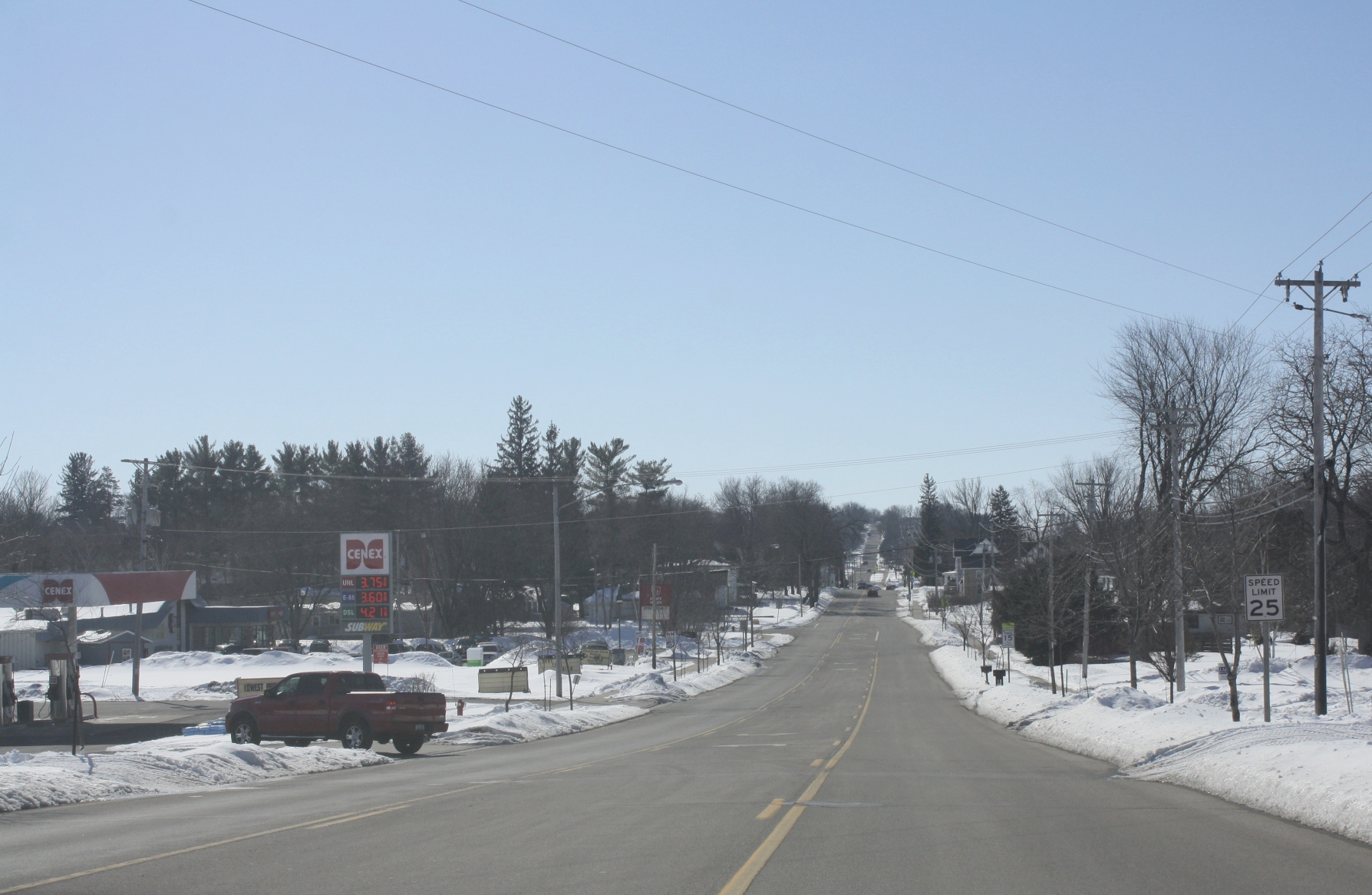
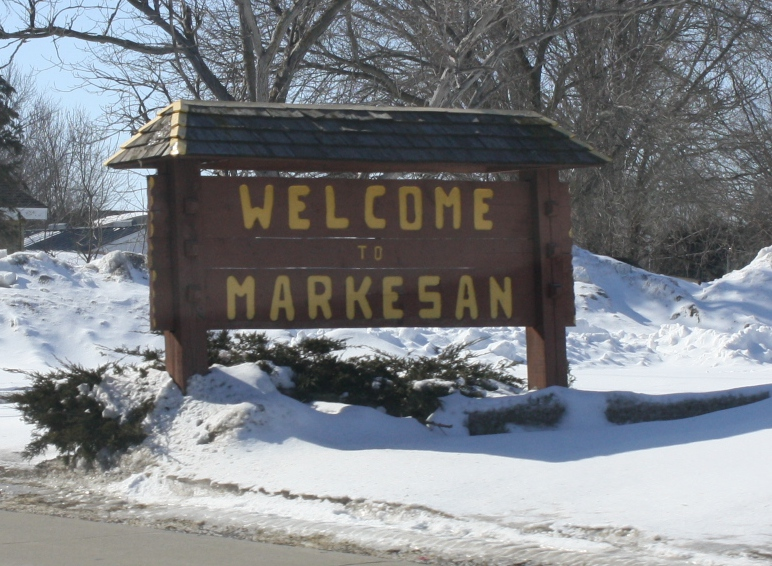
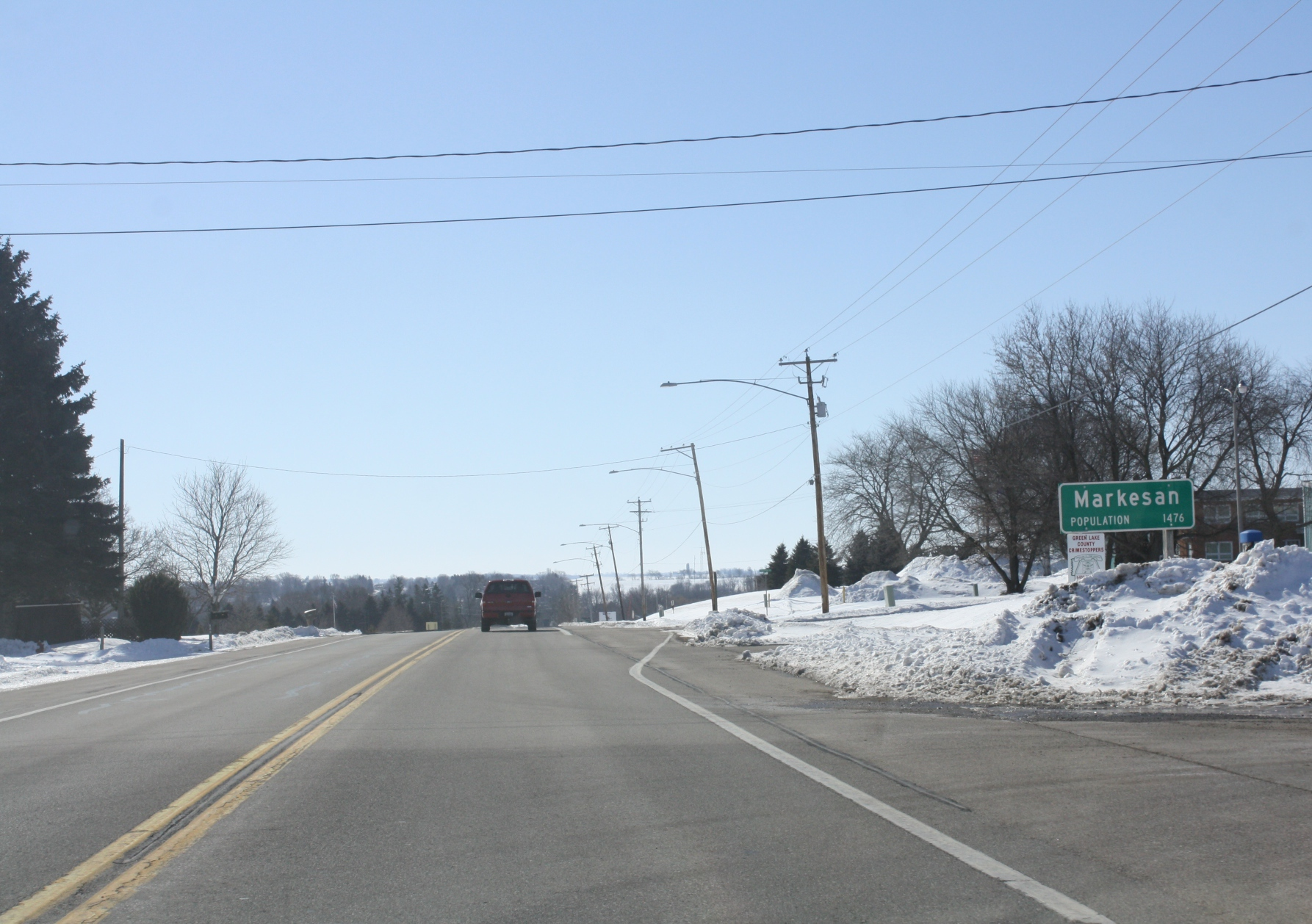